# اچ‌ام‌اس زینیا (کی۹۸)
اچ‌ام‌اس زینیا (کی۹۸) (به انگلیسی: HMS Zinnia (K98)) یک زیردریایی بود که طول آن ۲۰۵ فوت (۶۲ متر) بود. این زیردریایی در سال ۱۹۴۰ ساخته شد.